# Sudamericano de Rugby M21 2002
El Sudamericano de Rugby M21 de 2002 fue la quinta edición del torneo para jugadores menores de 21 años que organizaba la Confederación Sudamericana de Rugby y la primera en disputarse en suelo argentino.
La ciudad de Buenos Aires alojó los partidos y vio a la selección de su país consagrarse campeón entre 4 contendientes. Los partidos se celebraron el 7, el 10 y el 13 de abril.

## Equipos participantes
- Selección juvenil de rugby de Argentina (Pumas M21)
- Selección juvenil de rugby de Chile (Cóndores M21)
- Selección juvenil de rugby de Paraguay (Yacarés M21)
- Selección juvenil de rugby de Uruguay (Teros M21)

## Posiciones
| Pos. | Equipo    | Encuentros | Encuentros | Encuentros | Encuentros | Tantos  | Tantos    | Tantos     | Puntos |
| Pos. | Equipo    | jugados    | ganados    | empatados  | perdidos   | a favor | en contra | diferencia | Puntos |
| ---- | --------- | ---------- | ---------- | ---------- | ---------- | ------- | --------- | ---------- | ------ |
| 1    | Argentina | 3          | 3          | 0          | 0          | 181     | 27        | + 154      | 9      |
| 2    | Uruguay   | 3          | 2          | 0          | 1          | 74      | 65        | + 9        | 6      |
| 3    | Chile     | 3          | 1          | 0          | 2          | 72      | 103       | - 31       | 3      |
| 4    | Paraguay  | 3          | 0          | 0          | 3          | 42      | 174       | - 132      | 0      |

Nota: Se otorgan 3 puntos al equipo que gane un partido, 1 al que empate y 0 al que pierda

## Resultados

### Primera Fecha[2]
| 7 de abril | Uruguay | 28 - 17 | Chile |  |  |

| 7 de abril | Argentina | 91 - 9 | Paraguay |  |  |

### Segunda Fecha
| 10 de abril | Uruguay | 41 - 11 | Paraguay |  |  |

| 10 de abril | Argentina | 53 - 13 | Chile |  |  |

### Tercera Fecha[4]
| 13 de abril | Chile | 42 - 22 | Paraguay |  |  |

| 13 de abril | Argentina | 37 - 5 | Uruguay |  |  |

| Bandera de Argentina |
| Campeón Argentina    |
| Quinto título        |